# 豪洛什托
豪洛什托，是匈牙利沃什州所辖的一个村，总面积5.65平方公里，总人口99，人口密度17.5人/平方公里（2010年1月1日）。